# マルタ・エゲルト
マルタ・エゲルト（Marta / Martha Eggerth, 本名：Eggerth Márta（エッゲルト・マールタ）, 1912年4月17日 - 2013年12月26日）は、ハンガリー出身の女優・歌手である。

## 略歴
ブダペストで生まれ、11歳で初舞台を踏む。1930年にハンガリーで映画デビューした後は、ドイツ語圏での活動が多くなる。1933年にオーストリアで映画『未完成交響楽』に出演、代表作となった。
映画『歌へ今宵を』（1934年）で共演したポーランド出身のテノール歌手ヤン・キープラと1936年に結婚、38年にキープラのメトロポリタン歌劇場デビューに伴い渡米する。マルタも1940年にブロードウェイデビューを果たした。1943年にはブロードウェイで『メリー・ウィドウ』（英語版）に主演する。
第二次大戦後もヨーロッパとアメリカを往復しながらコンサート・映画出演を続けた。2013年12月26日逝去。

## 主な出演作品
- 未完成交響楽 Leise flehen meine Lieder (1933)
- 歌へ今宵を Mein Herz ruft nach dir (1934) ※ロベルト・シュトルツ作曲
- チャルダス姫 Die Czardasfürstin (1934) ※エメリッヒ・カールマン作曲のオペレッタ『チャールダーシュの女王』の映画化
- 夜の鶯 Ihr größter Erfolg (1935)
- おもかげ Casta Diva (1935)
- ハンガリア夜曲 Die ganze Welt dreht sich um Liebe (1935) ※フランツ・レハール作曲
- 思ひ出の曲 Das Hofkonzert (1936)
- フォー・ミー・アンド・マイ・ギャル For Me and My Gal (1942) ※ジュディ・ガーランド主演
- Presenting Lily Mars (1943) ※ジュディ・ガーランド主演